# Verwaltungsgemeinschaft Aschersleben/Land
In der Verwaltungsgemeinschaft Aschersleben/Land im Salzlandkreis (Sachsen-Anhalt) waren zuletzt vier Gemeinden zur Erledigung ihrer Verwaltungsgeschäfte zusammengeschlossen.
Die ursprünglich vier Gemeinden umfassende VG wurde am 1. Januar 2005 um die Gemeinden Drohndorf, Freckleben, Mehringen und Schackenthal aus der aufgelösten Verwaltungsgemeinschaft Wippertal erweitert. Am 24. Februar 2006 wurde die Gemeinde Wilsleben in die Stadt Aschersleben eingemeindet. Am 1. Januar 2008 wurden die Gemeinden Mehringen, Freckleben und Drohndorf in die Stadt Aschersleben eingemeindet.
Am 1. Januar 2009 wurde die Verwaltungsgemeinschaft aufgelöst und die Mitgliedsgemeinden Groß Schierstedt, Schackenthal und Westdorf in die Stadt Aschersleben eingegliedert. Die Verwaltungsgemeinschaft hatte 30.021 Einwohner (31. Dezember 2006) auf einer Fläche von 137,86 km². Letzter Leiter der Verwaltungsgemeinschaft war Andreas Michelmann.